# Mrač (tvrz)
Tvrz Mrač stojí na vyvýšenině u stejnojmenné obce, resp. nad její místní částí Podmračí, asi 5 km severně od Benešova. Je jedinou zachovalou tvrzí ve střední Evropě s plášťovým opevněním, kde je do systému opevnění začleněna jedna palácová a zároveň hospodářská budova. Jako kulturní památka je chráněna nejen tvrz, ale i tvrziště v místech původní tvrze na ostrožně a zřícenina pozdějšího zámku.

## Historie
Tvrz v Mrači se poprvé připomíná k roku 1318, kdy byla sídlem Zdislava z Mrače. Jeho tvrz však stála asi 100 metrů východně od tvrze stávající a zanikla z neznámých důvodů. Před koncem 14. století přešla Mrač do majetku jedné větve Benešoviců, kteří postavili tvrz novou. Jako první majitel se uvádí Beneš z Lopřetic na Mrači, v roce 1438 zde sídlil Beneš z Dubé, považovaný za předka Mračských z Dubé. V majetku tohoto rodu tvrz zůstala do roku 1540, kdy ji koupil Jaroslav ze Šelmberka. Později se spolu s Komorním Hrádkem dostala do majetku Valdštejnů, ale za třicetileté války zpustla. Koncem 17. století, kdy panství patřilo Bruntálským z Vrbna, byla přestavěna na sýpku. Ve druhé polovině 19. století za Lobkoviců byla upravena na příbytky pro dělníky mračských žulových lomů. Nyní je v soukromém vlastnictví. V červenci se u tvrze konává Historický festival Mrač.

## Architektura
Hradní palác je třípatrová budova obdélníkového půdorysu. Přízemí sloužilo hospodářským účelům, po dřevěném schodišti a pavlači se chodilo do prvního patra, vnitřním schodištěm do obytného druhého patra a podstřeší. Obvodová hradba, k níž se palác přimyká, je dva metry silná a devět metrů vysoká. Palác převyšuje hradbu jen o několik metrů. Do pětiúhelníkového nádvoří se vstupovalo branou ve východní stěně hradby. Palác byl původně osvětlen pouze z nádvoří, převážně drobnými střílnovými okénky, a jedním oknem v druhém patře z jihu.